# Carretera de voivodato 339
La carretera de voivodato 339 (en polaco droga wojewódzka nr 339) (DW339) es una carretera provincial situada en el voivodato de Baja Silesia, en Polonia, en los distritos de Wołów y Trzebnica. La carretera tiene una longitud total de 29 kilómetros, y conecta las localidades de Żmigród (S5, DK5, DW449) y Wołów (DW338, DW340).

## Recorrido
| Voivodato    | Distrito  | Localidad   | Carretera que enlaza |
| ------------ | --------- | ----------- | -------------------- |
| Baja Silesia | Trzebnica | Żmigród     | S5, DK5, DW449       |
| Baja Silesia | Trzebnica | Kliszkowice | -                    |
| Baja Silesia | Trzebnica | Piotrkowice | -                    |
| Baja Silesia | Trzebnica | Strupina    | DW342                |
| Baja Silesia | Wołów     | Straża      | -                    |
| Baja Silesia | Wołów     | Warzęgowo   | -                    |
| Baja Silesia | Wołów     | Pełczyn     | -                    |
| Baja Silesia | Wołów     | Straszowice | -                    |
| Baja Silesia | Wołów     | Wołów       | DW338, DW340         |